# Ил (приток на Дордон)
Ил (на френски: Isle) е река в Южна Франция (департаменти Горна Виен, Дордон и Жиронд), десен приток на Дордон, вливаща се в Атлантическия океан. Дължина 255 km, площ на водосборния басейн 7510 km².

## Географска характеристика
Река Ил води началото си на 391 m н.в., от западната част на Централния Френски масив, в южната част на департамента Горна Виен, на 3 km югоизточно от град Тексон. В горното течение протича по широка и плитка долина през крайните западните хълмисти части на Централния Френски масив (ЦФМ), а в средното и долното – през централната част на Гаронската (Аквитанска) низина, като силно меандрира. Влива се отдясно в река Дордон, на 3 m н.в., в чертите на град Либурн, департамент Жиронд.
Водосборният басейн на Ил обхваща площ от 7510 km², което представлява 31,35% от водосборния басейн на Дордон. На северозапад, север и североизток водосборният басейн на Ил граничи с водосборните басейни на реките Шарант и Лоара,вливащи се в Атлантическия океан, а на югоизток и юг – с водосборните басейни на река Везер и други по-малки десни притоци на Дордон.
Основни приноци:
- леви – Лу (51 km, 198 km²), Овезер (112 km, 900 km²);
- десни – Дрон (201 km, 2816 km²), Лари (54 km, 422 km²).

Река Лу има предимно дъждовно подхранване с зимно-пролетно (от декември до април) пълноводие и лятно маловодие (юли – септември). Среден годишен отток в устието 63,1 m³/sec.

## Стопанско значение, селища
Ил има предимно иригационно значение, като в средното и долното течение част от водите ѝ се използват за напояване.
Долината на реката е гъсто заселена, като най-големите селища са градовете: Перигьо (департамент Дордон) и Либурн (департамент Жиронд).